# BTR-152
BTR-152 (cunoscut și sub denumirea de BTR-140) a fost un transportor blindat pentru trupe sovietic, non-amfibiu, care a intrat în dotarea Armatei Roșii în 1950. La începutul anilor 1970 acest transportor blindat a fost înlocuit cu modelul BTR-60. Totuși, a rămas în dotarea armatei sovietice (mai târziu armata rusă) până în anul 1993, fiind folosit în multe alte roluri. BTR-152 a fost exportat pe scară largă, în unele țări fiind în dotare și în prezent. 

## Istorie
În timpul celui de-al Doilea Război Mondial, armatele germane, britanice și americane au folosit pe scară largă transportoare blindate pentru trupe. La sfârșitul războiului, armata sovietică a realizat că, dintre toate forțele armate majore ale lumii, era singura care nu avea formațiuni de infanterie mecanizată puternice. Folosirea tancurilor pentru transportul soldaților și lipsa unor transportoare blindate pentru trupe (cu excepția unor semișenilate de fabricație americană împrumutate prin sistemul Lend-Lease) au condus la pierderile mari ale infanteriei sovietice din timpul războiului.
Dezvoltarea unui transportor blindat pentru trupe a avut astfel prioritate. Inginerii sovietici s-au inspirat din semișenilatele germane SdKfz 251 și cele americane M3. Dezvoltarea noului transportor blindat pentru trupe a început în luna noiembrie a anului 1946 la fabrica ZiS. Proiectarea vehiculului blindat a fost realizată de o echipă (care includea ingineri precum K. M. Androsow, A. P. Pietrenko, W. F. Rodionow și P. P. Czerniajew) condusă de B. M. Fitterman. Primele două prototipuri au fost gata în luna mai a anului 1947 și au fost urmate de trei serii experimentale. Vehiculul blindat a intrat în dotarea armatei sovietice la 24 martie 1950 sub denumirea BTR-152 (abreviere de la Bronetransporter, în rusă БТР, Бронетранспортер care însemnă literalmente transportor blindat).
BTR-152 avea la bază șasiul camionului ZiS-151 cu tracțiune 6×6, fiind practic o variantă blindată a acestuia. Deși folosea un motor mai puternic, cele 5 tone suplimentare de blindaj au afectat mobilitatea vehiculului, care s-a dovedit a fi insuficientă pe teren frământat. Câteva variante îmbunătățite care au intrat ulterior în producție au fost proiectate de către W. F. Rodionow și N. I. Orłow. Acestea au remediat unele dintre problemele vehiculului, precum lipsa plafonului și mobilitatea. Un sistem centralizat de ajustare a presiunii pneurilor a fost adăugat pentru a optimiza tracțiunea pe teren accidentat. Producția transportorului blindat BTR-152 a fost oprită în 1962. Aproximativ 15000 de exemplare au fost construite. 

## Descriere

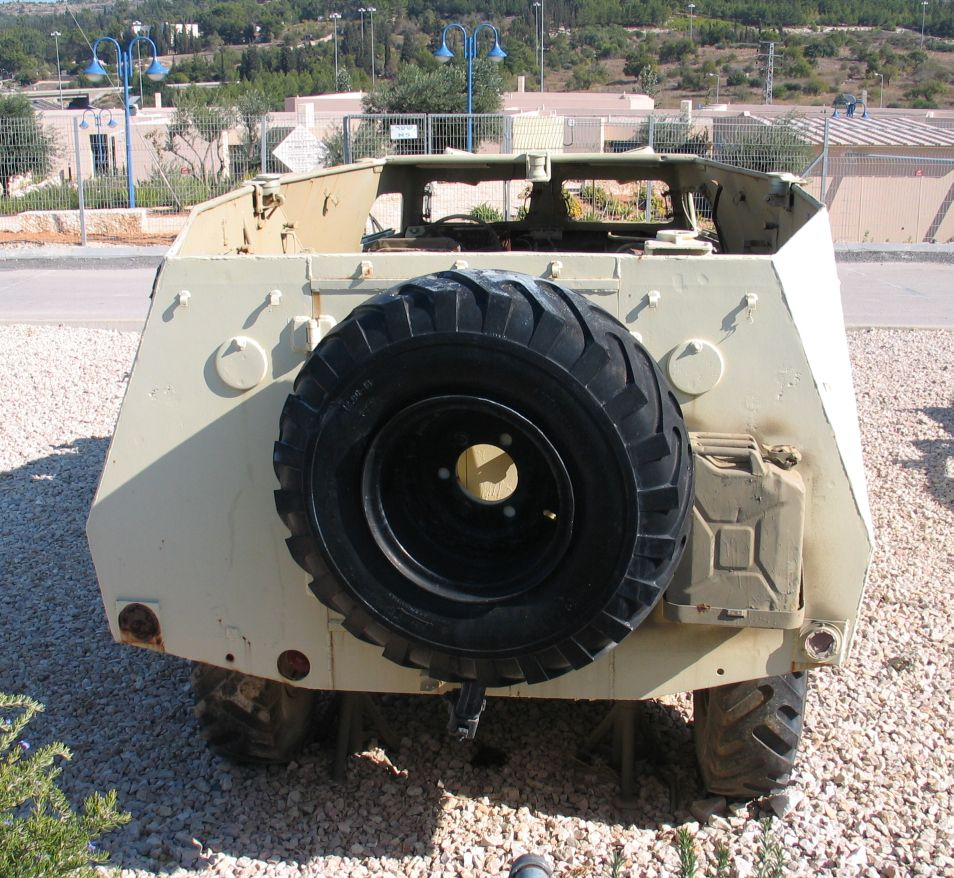
BTR-152 expus la muzeul Yad la-Shiryon din Israel.

BTR-152 are la bază șasiul unui camion, cu motorul amplasat în partea din față, echipajul în spatele acestuia și camera desantului în spatele vehiculului. Transportorul are un blindaj înclinat, din oțel sudat. Liniile blindajului sunt asemănătoare semișenilatului SdKfz 251 utilizat de armata germană în timpul celui de-al Doilea Război Mondial. Parbrizul, format din două bucăți, este protejat de două obloane rabatabile echipate cu fante de observare. Mecanicul conductor și comandantul folosesc ușile laterale ale vehiculului. Partea superioară a ușilor este rabatabilă. Ambii membri ai echipajului au la dispoziție periscoape de vedere montate în lateral. Blindajul transportorului este relativ subțire și asigură protecție doar împotriva schijelor mici și gloanțelor de calibru mic. BTR-152 este vulnerabil la focul mitralierelor grele și la schijele mari ale artileriei. Pneurile vehiculului nu sunt protejate de blindaj și pot fi perforate de toate tipurile de gloanțe. Unele variante ale transportorului blindat pentru trupe au la dispoziție un troliu cu o capacitate maximă de 5 tone și 70 de metri de cablu. 
BTR-152 poate tracta piese de artilerie grele, poate transporta o sarcină de 1,9 tone sau jumătate de pluton de infanteriști. Soldații au la dispoziție ambrazuri (câte trei în lateral și două în ușile din spate) circulare prin care pot executa foc din interiorul vehiculului. Accesul se face prin ușile din spate, însă trupele pot la nevoie să sară din vehicul prin plafon. 
Camera desantului nu este acoperită, deși unele versiuni de mai târziu erau complet acoperite de blindaj. Șoferul și comandantul erau singurele persoane care aveau plafon deasupra la primele variante. O prelată era folosită pentru a proteja încărcătura sau trupele de ploaie și zăpadă.  Totuși, când era montată prelata, infanteriștii nu puteau sări din vehicul, iar mitralierele SGMB laterale nu puteau fi instalate. Soldații stăteau pe două banchete din lemn. Modelul BTR-152K a fost singurul care avea blindaj deasupra camerei desantului și un sistem de protecție NBC. Restul variantelor nu aveau aceste dotări.

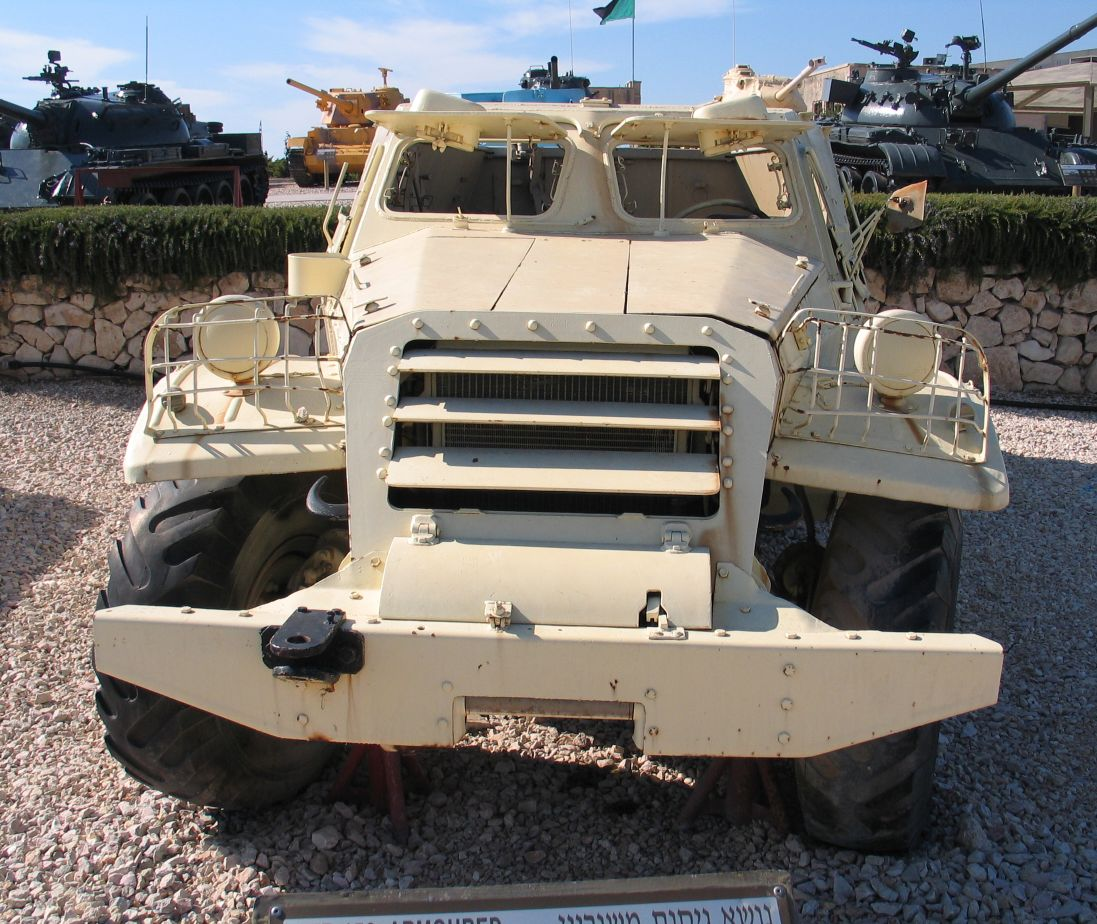
Partea frontală a vehiculului, cu obloanele radiatorului deschise.

BTR-152 este înarmat cu o singură mitralieră SGMB pivotantă de calibrul 7,62mm care reprezenta armamentul obișnuit al transportoarelor blindate ale epocii. Mitraliera SGMB putea fi înlocuită cu o mitralieră grea DȘK 1938/46 de calibrul 12,7mm. Mitraliera avea un câmp de tragere orizontal de 45 de grade și vertical de -6 și +24 de grade.
Deoarece primele variante foloseau componentele camionului ZiS-151, ele aveau aceleași problemele legate de mentenanță și mobilitate. Mai târziu au fost utilizate componentele ZiL-157, iar vehiculul avea o putere mai mare și pneuri mai mari. Totuși, neajunsurile vehiculului blindat nu au fost eliminate complet. Operabilitatea și fiabilitatea erau scăzute. BTR-152 nu era amfibiu, fapt care reprezenta un dezavantaj important.
Radiatorul motorului era protejat de gloanțe cu ajutorul unor obloane blindate rabatabile controlate de șofer. Închiderea obloanelor ducea la supraîncălzirea motorului în timpul luptelor, iar șoferul era obligat să reducă viteza pentru a evita o avarie la motor. Prin urmare, vehiculul devenea o țintă lentă cu o manevrabilitate redusă pe câmpul de luptă.

## Variante
- BTR-152 modelul inițial.
- BTR-152A (1951) vehicul antiaerian, înarmat cu două (ZPTU-2) sau patru (ZPTU-4) mitraliere grele KPVT de calibrul 14,5 mm.
- BTR-152S (1952) vehicul punct de comandă.
- BTR-152V (1955) varianta care utiliza șasiul camionului ZIL-157.
- BTR-152V1 (1957) model echipa cu un sistem de vedere pe timp de noapte și sistem centralizat de ajustare a presiunii pneurilor.
- BTR-152U versiunea punct de comandă a modelului BTR-152V1.
- BTR-152E identică cu modelul BTR-152A, dar bazată pe șasiul BTR-152V1.
- BTR-E152V (1957) versiune experimentală; a doua punte era mutată la mijlocul vehiculului pentru a îmbunătăți performanțele pe teren accidentat.
- BTR-152K versiune acoperită complet de blindaj; putea transporta doar 13 soldați.
- BTR-152 TCM-20 o variantă antiaeriană israeliană a vehiculelor BTR-152 capturate; înarmată cu două tunuri automate de calibrul 20 mm.
- Tip 56 - BTR-152 fabricat sub licență în China.

## Utilizare în luptă
BTR-152 a fost folosit pentru prima dată în timpul Revoluției ungare din 1956. Ulterior, transportorul blindat a fost folosit în timpul Războiului de Șase Zile, când zeci de vehicule au fost capturate de armata israeliană. În 1968, în timpul invaziei Cehoslovaciei, armata sovietică și celălalte țări membre ale Pactului de la Varșovia care au participat la operațiunea militară au folosit transportoare BTR-152. Vehiculul a fost folosit și în unele conflicte din Africa.

## Utilizatori

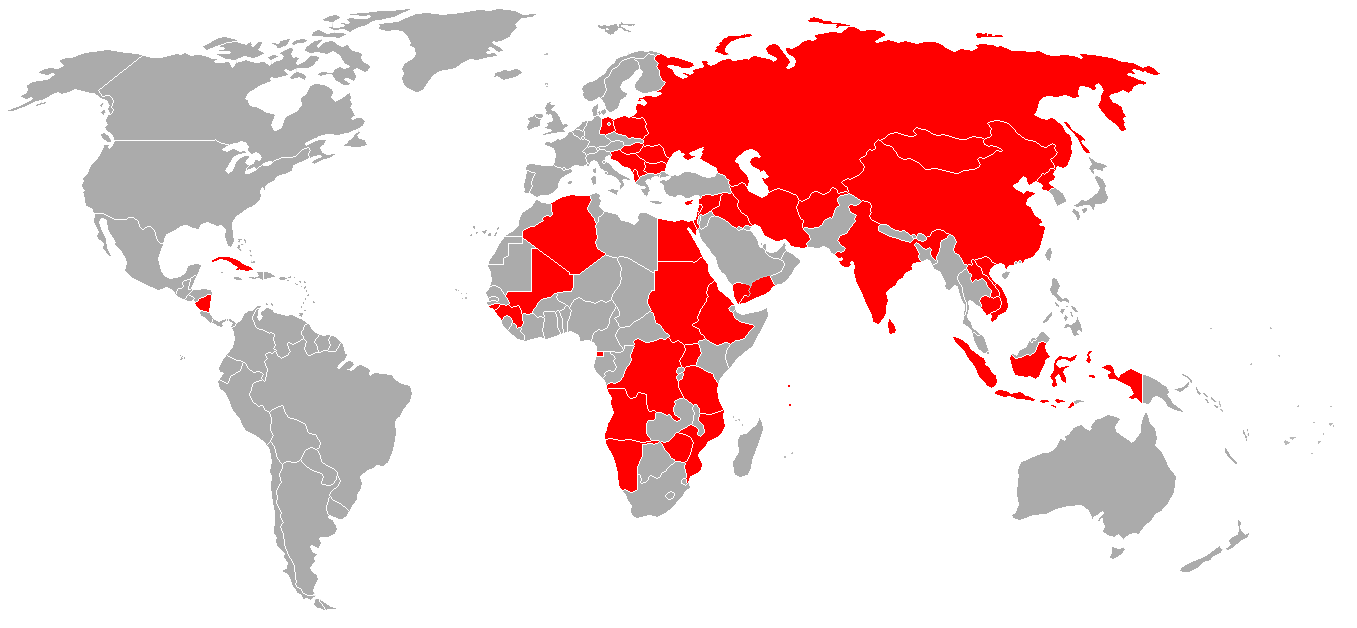
Țările care au folosit sau încă folosesc transportorul blindat BTR-152.

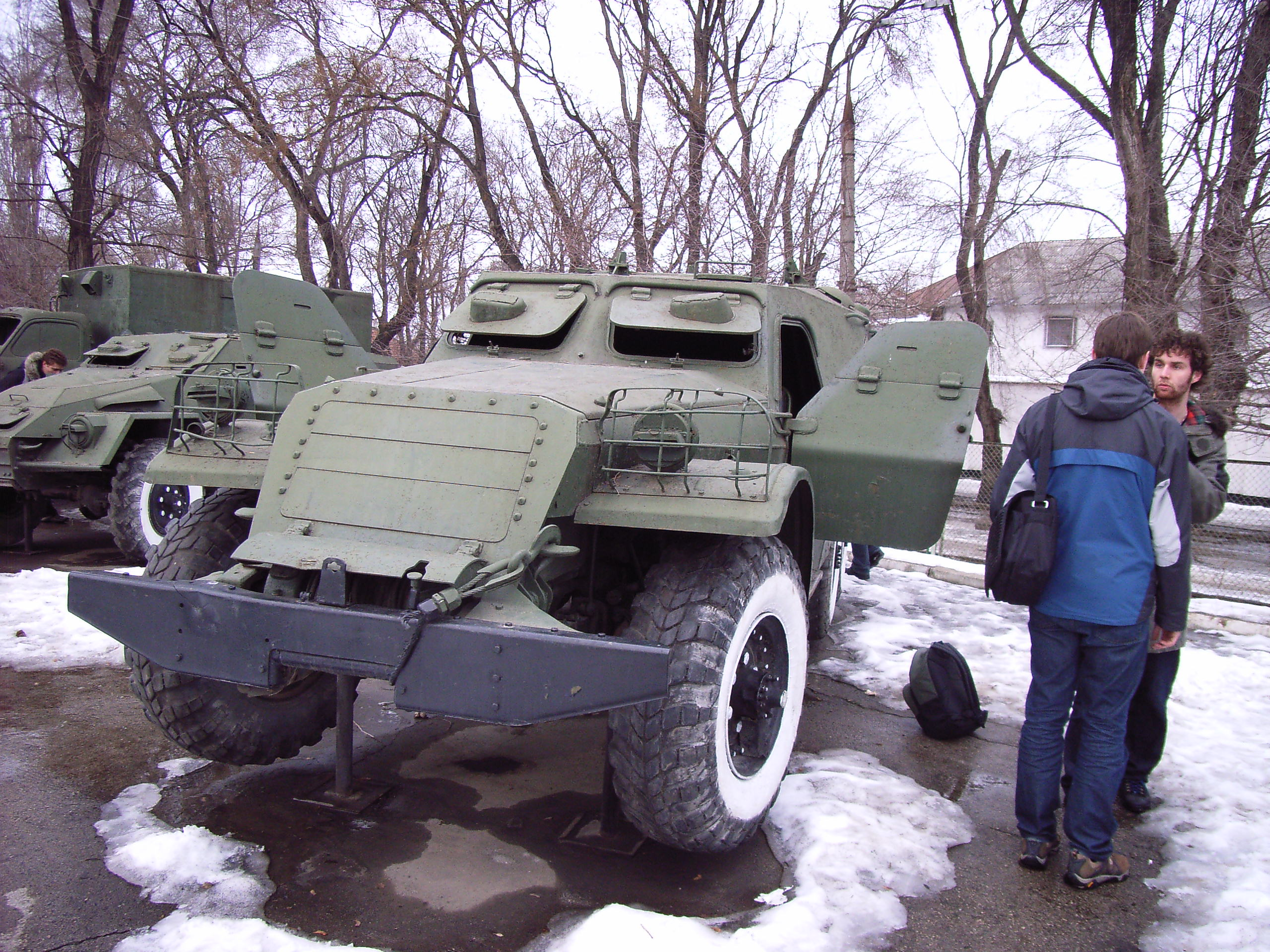
BTR-152 expus la Muzeul de Istorie Militară din Chișinău.

### În prezent
- Afganistan - 10 vehicule în anul 2010[1]
- Angola - un număr necunoscut de vehicule în dotare în anul 2010[1]

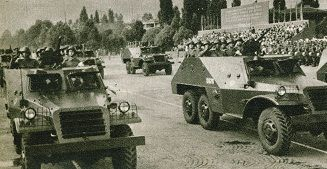
Transportoare blindate BTR-152 ale Armatei Române în timpul unei parade militare din anii 1960.

- Armenia - un număr mic de vehicule în dotare în anul 2010[1]
- Cambodia - un număr necunoscut de vehicule în dotare în anul 2010[1]
- Coreea de Nord - un număr necunoscut de vehicule în dotare în anul 2010[1]
- Cuba - un număr necunoscut de vehicule în dotare în anul 2010[1]
- Eritreea - 25 de vehicule în anul 2010[1]
- Etiopia - un număr necunoscut de vehicule în dotare în anul 2010[1]
- Guineea - 6 vehicule în anul 2010[1]
- Guineea Ecuatorială - 10 vehicule în anul 2010[1]
- Guineea-Bissau - 20 de vehicule Tip 56 în anul 2010[1]
- Israel - 24 de vehicule în anul 2010[1]
- Iran - 320 de vehicule în anul 2010[1]
- Irak - 10 vehicule în anul 2010[1]
- Laos - 20 de exemplare în anul 2010[1]
- Mali - 10 vehicule în anul 2010[1]
- Mozambic - 100 de vehicule în anul 2010[1]
- Namibia - 10 exemplare în anul 2010[1]
- Nicaragua - 102 vehicule în anul 2010[1]
- Republica Centrafricană - 4 bucăți în anul 2010[1]
- Republica Congo - 20 de vehicule în anul 2010[1]
- Seychelles - 4 bucăți în anul 2010[1]
- Siria - 500 de exemplare în anul 2010[1]
- Sri Lanka - 10 vehicule în anul 2010[1]
- Sudan - între 50 și 80 de vehicule în anul 2010[1]

- Tanzania - un număr mic de vehicule în anul 2010[1]
- Vietnam - un număr necunoscut de vehicule în dotare în anul 2010[1]
- Yemen - un număr necunoscut de vehicule în dotare în anul 2010[1]

### Foști utilizatori
- Bulgaria - retrase din uz la începutul anilor 1990.
- Germania - preluate de la Republica Democrată Germană; vândute sau casate la începutul anilor 1990.
- România - 100 de vehicule livrate de URSS între 1951-1952, retrase din uz la începutul anilor 1990.[2]
- Uniunea Sovietică/ Rusia - retrase din uz în 1993.
- Iugoslavia - retrase din uz în anii 1970.